# 2002年冬季残疾人奥林匹克运动会法国代表团
2002年冬季残疾人奥林匹克运动会法国代表团是法国派出的2002年冬季残疾人奥林匹克运动会代表团。获得2枚金牌、11枚银牌和6枚铜牌。